# Transylvania Twist
Transylvania Twist è un film statunitense del 1989 diretto da Jim Wynorski. È una commedia horror del genere parodistico che rifà il verso a diversi film horror più o meno noti e che più volte rompe la quarta parete con scene in cui gli attori guardano alla telecamera dicendo "Sono nel film sbagliato" e simili.

## Produzione
Il film fu prodotto dalla Concord Production Inc. e diretto da Jim Wynorski che scrisse anche la sceneggiatura insieme a R.J. Robertson. Roger Corman fu il produttore esecutivo. 
L'intera colonna sonora è stata pubblicata su CD come download diretto nel 2010, 21 anni dopo la distribuzione iniziale del film. Alcuni dei film di cui vengono riprese alcune scene o alcuni personaggi in chiave comica sono: Nightmare - Dal profondo della notte, Casablanca, Venerdì 13, La città dei mostri,  Hellraiser, Dracula il vampiro, Conquistò il mondo, La notte dei morti viventi, Fantasmi, Taxi Driver, Non aprite quella porta, La vergine di cera. Altri personaggi sono parodie di Il caso di Charles Dexter Ward, Bersagli, Van Helsing. Vi sono anche riferimenti a produzioni televisive tra cui lo show The Honeymooners, The Late Show, Meet the Press, Ai confini della realtà, Wheel of Fortune. Uno dei truccatori, Dean Jones, interpreta Pinhead, il serial killer della saga di Hellraiser.

## Distribuzione
Il film fu distribuito nei cinema dalla Concorde New Horizons, società del regista e produttore Roger Corman, nell'ottobre del 1989.